# Prirodna religija
Pod prirodnom religijom smatra se jedna manja koherentna religija, neki put nazvana i nezapisana religija u kojoj se prvenstveno štuje priroda u nekom obliku, npr. Zemlja (Geja), nebeska tijela (često Sunce i Mjesec), životinje i biljke. Ovakve religije su uglavnom malobrojne, neorganizirane i često ograničene na jedan narod ili pleme. Pošto nisu organizirane kao tzv. svjetske religije, prije su nazivane i primitivnim religijama. Među prirodnim religijama mogu se razlikovati određene skupine poput animizma i šamanizma. Prirodne religije su uobičajene u Africi (afričke religije), Americi (indijanske religije) i oko polarnih krugova uključujući Sibir (među njima saamiska religija i djelomice Srednji Istok (turski šamanizam). Vjeruje se da neke osobe mogu govoriti sa svetim duhovima u prirodi. Na taj način te osobe mogu prenijeti znanje svim ostalim pripadnicima plemena. Pokopi su vrlo važan dio ceremonija prirodnih religija. 